# نوبورو إيوامورا
نوبورو إيوامورا (باليابانية: 岩村昇؛ بالكانا: いわむら のぼる) هو طبيب ياباني، ولد في 26 مايو 1927 في يواجيما في اليابان، وتوفي في 2005.